# Guatteria scandens
Guatteria scandens este o specie de plante angiosperme din genul Guatteria, familia Annonaceae, descrisă de Adolpho Ducke. Conform Catalogue of Life specia Guatteria scandens nu are subspecii cunoscute.